# Tobias Zielony

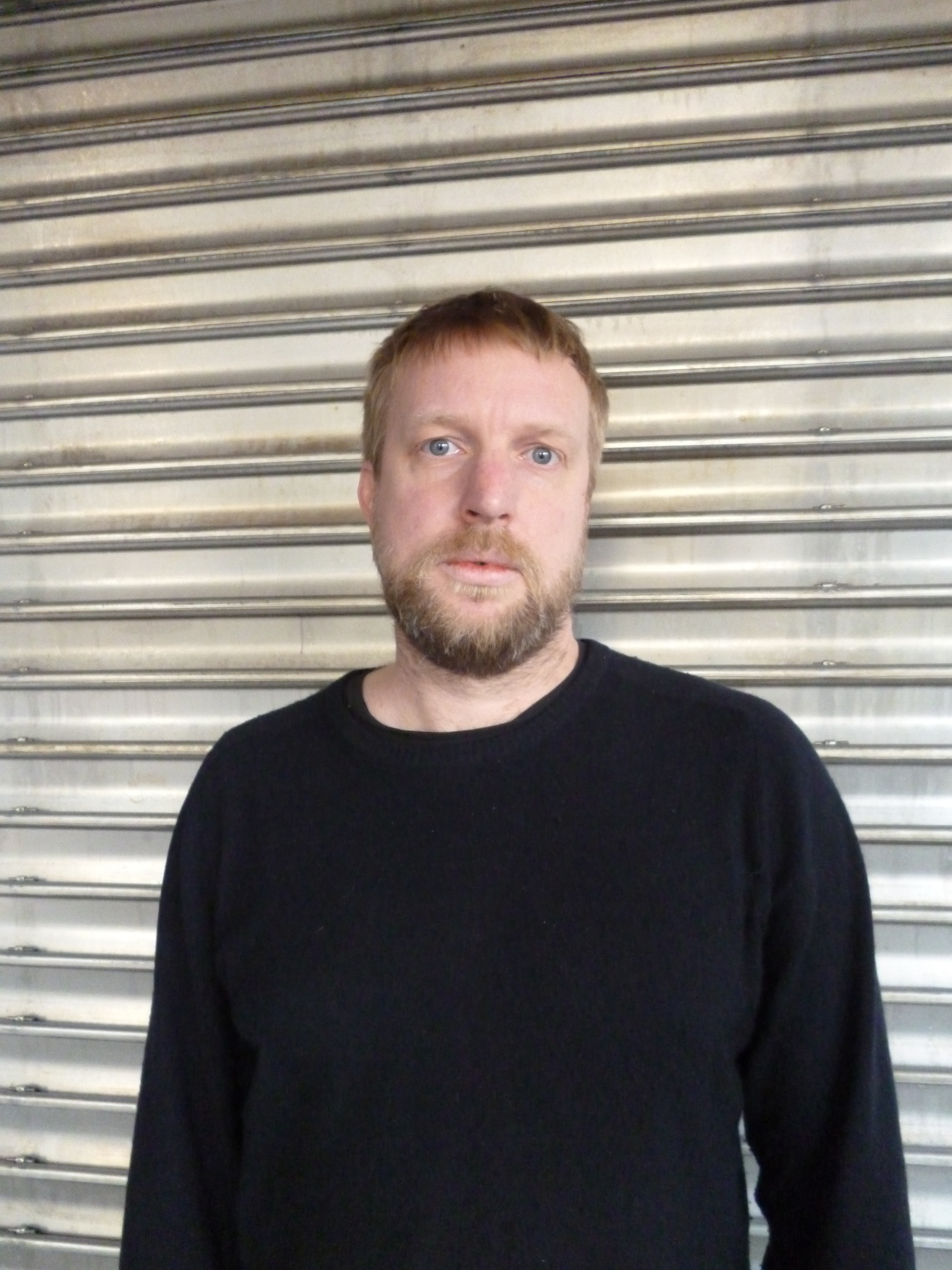
Tobias Zielony, 2015

Tobias Zielony (* 1973 in Wuppertal) ist ein deutscher Künstler, Fotograf und Filmemacher. Er lebt und arbeitet in Berlin.

## Leben
Zielony studierte von 1998 bis 2001 Dokumentarfotografie an der University of Wales, Newport in Großbritannien. Mit der Fotoserie Curfew (2001), die Jugendliche in Bristol zeigt, schloss er sein Studium ab. 2001 wechselte er an die Hochschule für Grafik und Buchkunst Leipzig und wurde Meisterschüler von Timm Rautert. Dort entstand sein Buchprojekt Behind the Block, für das er Jugendliche in vier europäischen Städten beobachtete und den Preis des Instituts für Buchkunst Leipzig 2002 erhielt.
Bereits in Newport begann er, die jugendliche Subkultur zu dokumentieren und suchte seine Motive in leeren, nächtlichen Parkhäusern. „In Newport hatte ich das Gefühl, dass alle Jugendlichen diese Jogginganzüge trugen. Das war um 1999.“ Er arbeitete mit Einzelbildern und Reihungen farbiger Dokumentationsfotos. In seinen Fotoserien und Filmen baut er ein enges Vertrauensverhältnis zu den Jugendlichen auf und bekommt dadurch Einblick in die verborgenen Rituale und die latent offene Gewalt innerhalb der Gruppe. Doch interessiert ihn „[…] weniger die Dokumentation der Lebensverhältnisse als vielmehr die Darstellung des Auftretens der Jugendlichen im öffentlichen Raum“.
Seine Beobachtungen setzte er in anderen Ländern und an anderen Plätzen fort, unter anderem in Frankreich, Kanada, USA und Italien. Der Foto-Zyklus Manitoba entstand in der Hauptstadt des Bundesstaates Winnipeg und zeigt Mitglieder einer Gang indigener Jugendlicher. In seinem Film The Deboard, 2008, ebenfalls in Winnipeg entstanden, zeigt Zielony Mitglieder von Jugendgangs und schildert das Ritual, dem sich Aussteiger unterziehen müssen. In Marseille interessierten ihn Jugendliche, deren Eltern von der süd-ost-afrikanischen Inselgruppe Komoren nach Frankreich emigrierten. In Neapel fotografierte er Jugendliche aus den nördlichen Stadtteilen, die als Hochburg der Camorra gelten.
2015 stellte Zielony gemeinsam mit Olaf Nicolai, Hito Steyerl und Jasmina Metwaly/Philip Rizk im Deutschen Pavillon der Biennale di Venezia aus (Kurator Florian Ebner). Als Katalog für seine Einzelausstellung im Museum Folkwang erschienen sechs Bändchen, in denen Zielonys Arbeiten jeweils von einer literarischen Position begleitet waren: Verfasst wurden die Beiträge von Sophia Eisenhut, Joshua Groß, Dora Koderhold, Enis Maci, Mazlum Nergiz und Jakob Nolte.
Tobias Zielony war im Wintersemester 2009/10 Lehrbeauftragter am Lehrstuhl für Künstlerische Fotografie an der Kunsthochschule für Medien Köln (KHM). Er erhielt zahlreiche Stipendien und Auszeichnungen.
Seit 2022 ist Tobias Zielony Professor für Fotografie an der Hochschule für bildende Künste Hamburg.

## Ausstellungen
- 2023/24: Tobias Zielony: Notes on a Recent Past, Kunstmuseum Gelsenkirchen
- 2022/23: Tobias Zielony. Dark Data, Marta Herford
- 2021: Tobias Zielony. The Fall, Museum Folkwang, Essen
- 2017/18: Tobias Zielony. Haus der Jugend. Fotografie und Video, in der Kunsthalle des von der Heydt-Museums, Wuppertal.[7]
- 2015: Fotoserie The Citizen, Deutscher Pavillon der Biennale von Venedig (Katalog)
- 2015: Tell me something about you, Lia Rumma, Mailand
- 2014: Dream Lovers. The Films 2008-2014, KOW, Berlin
- 2014: Vele, Esker Foundation, Calgary
- 2014: Tobias Zielony, Ursula Blickle Stiftung, Kraichtal-Unteröwisheim
- 2013: Jenny Jenny, Berlinische Galerie, Berlin (Katalog)[8]
- 2012: Manitoba, KOW, Berlin
- 2012: Live Cinema / Peripheral Stages, MAXXI Museo Nazionale delle Arti del XXI secolo, Rom (with Mohamed Bourouissa)
- 2012: Zuspiel, Künstlerhaus Bethanien, Berlin
- 2011: Live Cinema / Peripheral Stages, Philadelphia Museum of Art (with Mohamed Bourouissa)
- 2011: Le vele di Scampia, Institute of Modern Art, Brisbane
- 2011: Tobias Zielony. Manitoba, Museum für Moderne Kunst (MMK Zollamt), Frankfurt am Main[9]
- 2011: Manitoba, Camera Austria, Graz
- 2011: Dabeisein. Fotografien von Jürgen Heinemann und Tobias Zielony, Folkwang Museum, Essen
- 2010: Vele, Kunstverein Dortmund
- 2010: Vele, Zgora, KOW, Berlin
- 2010: Tobias Zielony in der Ursula Blickle Videolounge, Kunsthalle Wien
- 2010: Tobias Zielony, KOW, Berlin
- 2009: Trona - Armpit of America, Centre PasquArt, Biel
- 2008: Story/No Story, Museum für Photographie Braunschweig; auch Kunstverein in Hamburg (2010)
- 2007: The Cast, C/O Berlin
- 2007: The Hidden, Lia Rumma, Mailand
- 2006: Some Sin for Nothing, Kunsthaus Glarus
- 2006: Behind the Block, Plan B Gallery, Cluj Napoca
- 2006: Big Sexyland, Centre de la Photographie, Genf
- 2006: Tobias Zielony - Agip / Gulf / Arsl, Museum am Ostwall, Dortmund
- 2004: Quartiers Nord, Institut Français, Leipzig

## Auszeichnungen
- 2013: Künstlerstipendium Goethe-Institut
- 2011: Karl-Ströher-Preis, Darmstadt
- 2007: Arbeitsstipendium Stiftung Kunstfonds
- 2006: DAAD (Deutscher Akademischer Austauschdienst), Los Angeles (Stipendium)
- 2006: International Study and Curatorial Program, New York (Stipendium)
- 2005: Documentary Photography Prize der Wüstenrot Stiftung
- 2004: Marion-Ermer-Preis, Stuttgart
- 2002: Stipendium der Heinrich-Böll-Stiftung
- 2000: Observer Hodge Award für jungen Bildjournalismus für die Serie "Car Park"

## Monografien, Künstlerbücher
- 2014 Tobias Zielony. Vele, Spector Books, Leipzig, ISBN 978-3-944669-53-3.
- 2013 Tobias Zielony. Jenny Jenny, Spector Books, Leipzig, ISBN 978-3-944669-00-7.
- 2011 Tobias Zielony. Manitoba, Spector Books, Leipzig, ISBN 978-3-940064-93-6.
- 2010 Tobias Zielony. Story / No Story, Hatje Cantz Verlag, Ostfildern, ISBN 978-3-7757-2284-1.
- 2008 Tobias. Zielony. Trona - Armpit of America, Spector Books, Leipzig, ISBN 978-3-940064-00-4.
- 2007 Tobias Zielony. The Cast, Ausstellung C/O Berlin, Deutscher Kunstverlag, Berlin, ISBN 978-3-422-06626-7.
- 2004 Tobias Zielony, Marion-Ermer-Preis 2004, Universitätsverlag, Weimar, ISBN 978-3-86068-238-8.
- 2004 Tobias Zielony. Behind the Block, Institut für Buchkunst, Leipzig, ISBN 978-3-932865-37-4.

## Ausstellungskataloge (Auswahl)
- 2015 Fabrik, Deutscher Pavillon, Verlag der Buchhandlung Walther König, Köln, ISBN 978-3-86335-747-4.
- 2015 ZOOM! Architektur und Stadt im Bild, Ausstellung Architekturmuseum der TU München, Verlag der Buchhandlung Walther König, Köln, ISBN 978-3-86335-735-1.
- 2015 Komm und Sieh, Ausstellung Weserburg - Museum für Moderne Kunst, Bremen, Hatje Cantz Verlag, Ostfildern, ISBN 978-3-7757-3941-2.
- 2015 Hamster Hipster Handy. Bilder-Geschichten zum Mobiltelefon, Ausstellung Museum Angewandte Kunst, Frankfurt am Main, Kerber Verlag, Bielefeld/Berlin, ISBN 978-3-7356-0118-6.
- 2014 Der Stachel des Skorpions - Ein Cadavre Exquis nach Luis Buñuels "L'Âge d'Or", Ausstellung Museum Villa Stuck, Mathildenhöhe Darmstadt, Hatje Cantz Verlag, Ostfildern, ISBN 978-3-7757-3846-0.
- 2014 Eine Klasse für sich, Ausstellung Staatliche Kunstsammlungen Dresden/Kupferstichkabinett, Sandstein Verlag, Dresden, ISBN 978-3-95498-069-7.
- 2013 Concrete - Fotografie und Architektur, Ausstellung Fotomuseum Winterthur, Verlag Scheidegger & Spiess, Zürich, ISBN 978-3-85881-369-5.
- 2012 Lost Places. Orte der Photographie, Ausstellung Hamburger Kunsthalle, Kehrer Verlag, Heidelberg/Berlin, ISBN 978-3-86828-319-8.
- 2011 Dabeisein. Fotografien von Jürgen Heinemann und Tobias Zielony, Ausstellung Museum Folkwang, Essen, Edition Folkwang/Steidl, Göttingen, ISBN 978-3-86930-276-8.
- 2011 The Eye is a Lonely Hunter: Images of Humankind, 4. Fotofestival Mannheim/Ludwigshafen/Heidelberg, Kehrer Verlag, Heidelberg/Berlin, ISBN 978-3-86828-240-5.
- 2011 Geheimgesellschaften. Secret Societies. Sociétés. Secréts, Ausstellung Schirn Kunsthalle, Frankfurt am Main und CACP Bordeaux, Snoeck Verlagsgesellschaft, Köln, ISBN 978-3-940953-82-7.
- 2011 Photography Calling!, Ausstellung Sprengel Museum, Hannover, Steidl Verlag, Göttingen, ISBN 978-3-86930-379-6.
- 2011 Street Life & Home Stories. Fotografien aus der Sammlung Goetz, Ausstellung Villa Stuck München, Hatje Cantz Verlag, Ostfildern
- 2010 Trust, Seoul Museum of Art/Media City Seoul 2010, Seoul
- 2010 The Lucid Evidence. Fotografie aus der Sammlung des MMK, Ausstellung MMK - Museum für moderne Kunst, Frankfurt am Main, Verlag für moderne Kunst, Nürnberg, ISBN 978-3-86984-147-2.
- 2008 Post-It-City. Occasional Urbanities, Ausstellung CCCB - Centre de Cultura Contemporània de Barcelona, Barcelona, ISBN 978-84-9803-275-8.